# Municipio de Temósachic
El municipio de Temósachic es uno de los 67 municipios del estado de Chihuahua, México, ubicado al occidente del estado, en la Sierra Madre Occidental.

## Geografía
El municipio de Temósachic se encuentra al occidente del territorio estatal, en los límites del estado de Sonora. Tiene una extensión territorial de 4280.768 kilómetros cuadrados que equivalen al 1.7% de la superficie total del estado de Chihuahua. Sus coordenadas geográficas extremas son 28°17′ - 29°16′ de latitud norte y 107°33′ - 108°36′ de longitud oeste y su altitud fluctúa entre un máximo de 2 900 y un mínimo de 1 300 metros sobre el nivel del mar.
Limita al norte con el municipio de Madera y el municipio de Gómez Farías, al este con el municipio de Namiquipa, el municipio de Matachí y el municipio de Guerrero, al sur con el municipio de Ocampo y al suroeste con el municipio de Moris; al oeste limita con el municipio de Sahuaripa y el municipio de Yécora del estado de Sonora.

### Clima y ecosistemas
Es de clima muy frío durante el invierno. Durante esta estación el termómetro fácilmente llega a -18 °C, llegando en algunas ocasiones a los -25 °C; principalmente en su zona serrana.
Es rico en muchos tipos de Pino y tiene varios sitios turísticos donde se observan bellas postales serranas.

## Demografía
Según el Censo de Población y Vivienda de 2010 realizado por el Instituto Nacional de Estadística y Geografía, la población del municipio de Temósachi es 6 211 habitantes.

### Localidades
En el censo de 2020 el municipio de Temósachic contaba con 84 localidades.
| Código INEGI      | Localidad         | Población (2020) |
| ----------------- | ----------------- | ---------------- |
| 080630001         | Temósachic        | 1 657            |
| Otras localidades | Otras localidades | 3 663            |
| Total municipal   | Total municipal   | 5 320            |

## Política

### División administrativa
Temósachic se encuentra dividido en seis secciones municipales, que son: Babícora de Conoachic, Cocomórachic, Tosanachic, Tutuaca, Yepachic y Yepómera.

### Representación legislativa
Para la elección de diputados locales al Congreso de Chihuahua y de diputados federales a la Cámara de Diputados federal, el municipio de Temósachic se encuentra integrado en los siguientes distritos electorales:
Local:
- Distrito electoral local 13 de Chihuahua con cabecera en Guerrero.[10]

Federal:
- Distrito electoral federal 7 de Chihuahua con cabecera en Cuauhtémoc.[11]

### Cronología de presidentes municipales de Temosachic
- (2001 - 2004): Otoniel Ruiz Córdova
- (2004 - 2007): Mauricio Eduardo Vélez Primero
- (2007 - 2010): Elena Martínez Tena
- (2010 - 2013): Óscar Manuel Molinar Bencomo
- (2013 - 2016): Patricio Talamantes Montes
- (2016 - 2018): Angélica María Rodríguez Archivo:PAN logo (México).svg
- (2018 - 2020): Carlos Ignacio Beltrán Bencomo [12]
- (2020 - 2021): Ramón Humberto Varela Godina